# زنجیره تپه‌ای

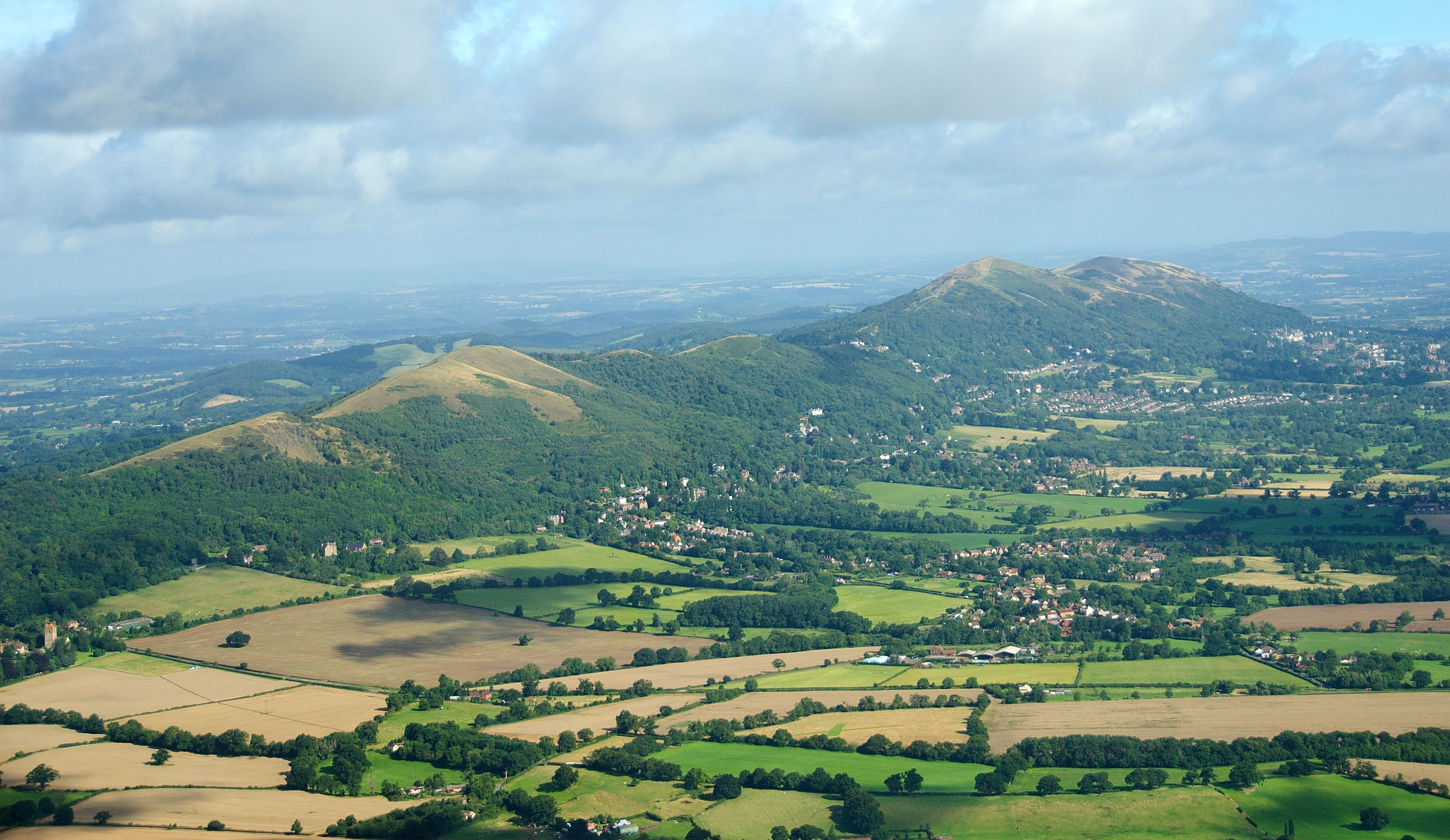
تپه‌های مالورن، زنجیره تپه‌ای که از دشتی در غرب مرکزی انگلستان برمی‌خیزد

یک زنجیره تپه‌ای (به انگلیسی: Hill chain)، یا گاهی یال تپه‌ای (به انگلیسی: Hill ridge)، خط درازی از تپه‌ها است که معمولاً به‌طور پیوسته از بالای تپه‌های کم و بیش برجسته، قله‌های گنبدی شکل، برآمدگی‌ها و زین‌ها را دربر می‌گیرد که همراه با برآمدگی‌ها و شاخه‌های جانبی مرتبط با آن ممکن است تشکیل شود. یک ساختار توپوگرافی پیچیده که ممکن است در محدوده تپه‌ای، در منطقه‌ای از تپه‌های کم نورد یا در یک دشت رخ دهد. ممکن است دو یا چند رشته تپه‌های جداگانه را به هم پیوند دهد. گذار از زنجیره تپه‌ها به زنجیره کوه‌ها آشکار نیست و به تعریف منطقه‌ای تپه یا کوه بستگی دارد. به عنوان مثال، در انگلستان و ایرلند یک کوه باید به‌طور رسمی ۶۰۰ متر (۲٬۰۰۰ فوت) یا بالاتر باشد، در حالی که در آمریکای شمالی، کوه‌ها اغلب (غیررسمی) ۱٬۰۰۰ فوت (۳۰۰ متر) بلندی یا بیشتر در نظر گرفته می‌شوند.